# Буховці
Бу́ховці (болг. Буховци) — село в Тирговиштській області Болгарії. Входить до складу общини Тирговиште.

## Населення
За даними перепису населення 2011 року у селі проживали 632 особи.
Національний склад населення села:
| Національність   | Кількість осіб | Відсоток |
| ---------------- | -------------- | -------- |
| болгари          | 304            | 54,9%    |
| цигани           | 209            | 37,7%    |
| турки            | 37             | 6,7%     |
| Всього відповіли | 554            |          |

Розподіл населення за віком у 2011 році:
Динаміка населення: